# Gesneria calycina
Gesneria calycina är en tvåhjärtbladig växtart som beskrevs av Olof Swartz. Gesneria calycina ingår i släktet Gesneria och familjen Gesneriaceae. Inga underarter finns listade i Catalogue of Life.